# Friederike Woebcken
Friederike Woebcken (* 1954 in Bonn) ist eine deutsche Musikwissenschaftlerin, Hochschullehrerin und Chorleiterin.

## Leben
Friederike Woebcken studierte von 1973 bis 1979 Anglistik und Schulmusik in Freiburg und in Glasgow. Nach dem ersten Staatsexamen ging sie nach Stockholm, wo sie bei  Eric Ericson ein Aufbaustudium für Chorleitung absolvierte. Ab 1983 unterrichtete sie an der Kieler Ricarda-Huch-Schule, an der sie fünf Schulchöre aufbaute und leitete. Nachdem Woebcken 1993 als Dozentin für Chorleitung und Satzlehre ans Musikpädagogische Institut der Christian-Albrechts-Universität zu Kiel gegangen war, wo sie zwei weitere Chöre gründete, wirkte sie von 1998 bis zur Emeritierung 2020 als Professorin für Chorleitung an der Hochschule für Künste Bremen und der Universität Bremen. Dort gründete sie den  Großen Hochschulchor und leitet zusätzlich den Kammerchor.
2002 wurde sie für „ihr vielfältiges Wirken und ihr großes Engagement im Bereich der Chormusik“ mit dem Kulturpreis der Stadt Kiel ausgezeichnet. 2023 wurden Woebcken und der 1990 von ihr gegründete Madrigalchor Kiel, den sie seither leitet, mit dem Brahmspreis der Brahms-Gesellschaft Schleswig-Holstein geehrt.